# Cnesterodon
Genre
Cnesterodon est un genre de poissons d'eau douce ou saumâtre de la famille des Poeciliidae.

## Liste des espèces
Selon World Register of Marine Species (28 novembre 2023) :
- Cnesterodon brevirostratus Rosa & Costa, 1993
- Cnesterodon carnegiei Haseman, 1911
- Cnesterodon decemmaculatus (Jenyns, 1842)
- Cnesterodon holopteros Lucinda, Litz & Recuero, 2006
- Cnesterodon hypselurus Lucinda & Garavello, 2001
- Cnesterodon iguape Lucinda, 2005
- Cnesterodon omorgmatos Lucinda & Garavello, 2001
- Cnesterodon pirai Aguilera, Mirande & Azpelicueta, 2009
- Cnesterodon raddai Meyer & Etzel, 2001
- Cnesterodon septentrionalis Rosa & Costa, 1993

## Classification
Le nom valide complet (avec auteur) de ce taxon est Cnesterodon Garman, 1895,.

## Publication originale
- (en) S. Garman, « The cyprinodonts », Memoirs of the Museum of Comparative Zoology, Cambridge, Musée de Zoologie comparée, vol. 19, no 1,‎ 1895, p. 1-179 (ISSN 1067-8611, OCLC 6085117, DOI 10.5962/BHL.TITLE.13764, lire en ligne).